# Рачвасти узгој винове лозе на Пантелерији
Рачвасти узгој винове лозе на Пантелерији је древни и традиционални облик узгоја винове лозе у малим виноградима острва Пантелерија, на Сицилији, на врсти белог грожђа Зибибо. Начин узгоја винове лозе „Пољопривредну праксу гајења лозе, типичне за острво Пантелерија“ Унеско је 26. новембра 2014. године прогласио, нематеријалним наслеђем човечанства.

## Историјат
Традиционална пракса рачвастог гајења винове лозе (Vite ad alberello) преноси се кроз генерације виноградара и фармера медитеранског острва Пантелерија. 
Виноградари и фармери Пантелерије, практикују Vite ad alberello због тешким климатских услова. Дрво Пантелерије је ниско и заштићено басеном земље створеном да омогући производњу грожђа и сачува живот биљке у неповољним временским условима, који карактеришу Пантелерију 9/10 месеци у години.
Знања и вештине традиционалног начина узгоја винове лозе преносе се генерацијама у породицама кроз усмену и практичну обуку. Сем тога, ритуали и фестивали који се организују између јула и септембра омогућавају локалној заједници да подели ову друштвену праксу, и на тај начин становници Пантелерије настоје  да очувају ову праксу.

## О рачвастом узгоју винове лозе
Техника рачвастог узгоја винове лозе се састоји од неколико фаза. Прво иде припрема земље тако што се изравна и ископа удубљење за садњу винове лозе. Главно стабло винове лозе се затим пажљиво орезује како би се добило шест грана, формирајући жбун са радијалним распоредом. Удубљење се стално преобликује како би се осигурало да биљка расте у правој микроклими. Процес се завршава ручном бербом гражђа током ритуалног догађаја који почиње крајем јула.

## Туризам
Општина Пантелерија је направила „Пут винове лозе до Алберела“, стазу од 37 километара која омогућава туристима и посетиоцима да се упознају са сложеношћу производног контекста који у себи садржи узајамну повезаност тла, климе и изложености временским условима, пољопривредну технику и узгојну праксу.